# 廬州
廬州（ろしゅう）は、中国にかつて存在した州。隋代から元初にかけて、現在の安徽省合肥市一帯に設置された。

## 魏晋南北朝時代
526年（普通7年）、南朝梁により設置された南豫州を前身とする。547年（太清元年）、合州と改称された。

## 隋代
581年（開皇元年）、隋が成立すると、合州は廬州と改称され、3郡3県を管轄した。582年（開皇2年）に霍州の管轄県を統合された。607年（大業3年）に州が廃止されて郡が置かれると、廬州は廬江郡と改称され、下部に7県を管轄した。隋代の行政区分に関しては下表を参照。
| 隋代の行政区画変遷 | 隋代の行政区画変遷 | 隋代の行政区画変遷 | 隋代の行政区画変遷 | 隋代の行政区画変遷 | 隋代の行政区画変遷 | 隋代の行政区画変遷 | 隋代の行政区画変遷                             |
| 区分               | 開皇元年           | 開皇元年           | 開皇元年           | 開皇元年           | 開皇元年           | 区分               | 大業3年                                        |
| ------------------ | ------------------ | ------------------ | ------------------ | ------------------ | ------------------ | ------------------ | ---------------------------------------------- |
| 州                 | 廬州               | 廬州               | 廬州               | 霍州               | 霍州               | 郡                 | 廬江郡                                         |
| 郡                 | 汝陰郡             | 廬江郡             | 南梁郡             | 岳安郡             | 北沛郡             | 県                 | 合肥県 襄安県 廬江県 慎県 霍山県 開化県 淠水県 |
| 県                 | 汝陰県             | 廬江県             | 慎県               | 岳安県 開化県      | 新蔡県             | 県                 | 合肥県 襄安県 廬江県 慎県 霍山県 開化県 淠水県 |

## 唐代
620年（武徳3年）、唐により廬江郡は廬州と改められ、合肥・廬江・慎の3県を管轄した。624年（武徳7年）、巣州が廃止され、巣県を廬州の属県として併合した。742年（天宝元年）、廬州は廬江郡と改称された。758年（乾元元年）、廬江郡は廬州の称にもどされた。廬州は淮南道に属し、合肥・慎・巣・廬江・舒城の5県を管轄した。

## 宋代
宋のとき、廬州は淮南西路に属し、合肥・梁・舒城の3県を管轄した。

## 元代
1277年（至元14年）、元により廬州は廬州路総管府と改められた。廬州路は河南江北等処行中書省に属し、録事司と直属の合肥・梁・舒城の3県と和州に属する歴陽・含山・烏江の3県と無為州に属する無為・廬江・巣の3県と六安州に属する六安・英山の2県、合わせて1司3州11県を管轄した。1364年、朱元璋により廬州路は廬州府と改められた。

## 明代以降
明のとき、廬州府は南直隷に属し、直属の合肥・舒城・廬江の3県と無為州に属する巣県と六安州に属する英山・霍山の2県、合わせて2州6県を管轄した。
清のとき、廬州府は安徽省に属し、合肥・舒城・廬江・巣の4県と無為州を管轄した。
1913年、中華民国により廬州府は廃止された。